# Godofredo I de Semur
Godofredo I de Semur (950 — 1015) foi um nobre francês, tendo sido senhor feudal de Semur-en-Brionnais, actual comuna francesa da região administrativa da Borgonha, no departamento Saône-et-Loire.

## Relações familiares
Foi filho de Josserando Bers († 994), senhor de Semur-en-Brionnais e de Ricoara.
Casou por duas vezes, a primeira com N de Brioude (970 -?), filha de Damásio II de Brioude (955 -?), visconde Brioude e de Aldegarda, de quem teve:
1. Damásio de Semur[2] (c. 995 — 1048) foi Barão e Senhor de Semur casado com Aremburga da Borgonha (999 - 1016), filha de Eudo Henrique da Baixa Borgonha (946 - 15 de outubro de 1002) e de Matilde de Mâcon (975 - ?)[3]

O segundo casamento foi com Matilde de Chalon, Senhora de Donzy (975 -?), filha de Lamberto de Mâcon (930 - 22 de fevereiro de 978) e de Adelaide de Vermandois (950 - 980) senhora de Donzy,  de quem teve:
1. Godofredo de Donzy, Senhor de Donzy.
2. Teobaldo de Châlon (? - 1065), conde de  Châlon casado com Ermentrude de Autun.